# 瑟蒂耶门格勒姆
瑟蒂耶门格勒姆（Sathyamangalam）是印度泰米尔纳德邦埃羅德縣的一个城镇。总人口33738（2001年）。

## 人口
该地2001年总人口33738人，其中男性17178人，女性16560人；0—6岁人口3168人，其中男1700人，女1468人；识字率67.50%，其中男性为74.11%，女性为60.64%。